# باتريك هولتت
باتريك هولتت (بالنرويجية البوكمول: Patrick Holtet)‏ هو لاعب كرة قدم نرويجي في مركز الوسط، ولد في 2 أبريل 1981 في أوسلو في النرويج. لعب مع نادي شايد ونادي فيكينغ.

## وصلات خارجية
- باتريك هولتت على موقع اتحاد النرويج (النرويجية)